# Clatford
Clatford – osada w Anglii, w hrabstwie Wiltshire. Leży 25 km na północny wschód od miasta Salisbury i 102 km na zachód od Londynu.